# Recital '75
Recital '75 fue un espectáculo del grupo humorístico de instrumentos informales Les Luthiers. Se estrenó el miércoles, 2 de julio de 1975 en Teatro Odeón (Buenos Aires, Argentina) y su última representación fue el sábado, 12 de junio de 1976 en Teatro Argentino (La Plata, Buenos Aires, Argentina).

## Instrumentos estrenados
- Glamocot, en la obra "Teresa y el oso". Su intérprete era Carlos Núñez Cortés.
- Cascarudo, en la obra "Teresa y el oso". Su intérprete era Jorge Maronna.
- Cellato, en la obra "Il sitio di Castilla". Su intérprete era Jorge Maronna.

## Integrantes
- Ernesto Acher
- Jorge Maronna
- Marcos Mundstock
- Carlos López Puccio
- Carlos Núñez Cortés
- Daniel Rabinovich

## Programa
- Teresa y el oso (Cuento sinfónico)
- Vientos gitanos (Aires gitanos)
- Doctor Bob Gordon shops hot dogs from Boston (Foxtrot)
- El explicado (Gato didáctico)
- Il sitio di Castilla (Fragmento de ópera)

### Fuera de programa
- Mi aventura por la India (Guarania)
- Tristezas del Manuela (Blues)